# Alexei Fjodorowitsch Afanassjew

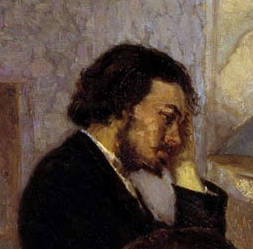
Alexei Fjodorowitsch Afanassjew (Ausschnitt aus Kyriak Kostandis Gemälde Bei einem kranken Freund, 1884, Tretjakow-Galerie)

Alexei Fjodorowitsch Afanassjew (russisch Алексей Фёдорович Афанасьев, Transliteration Alekseiy Fjodorovič Afanasjev; * 30. Novemberjul. / 12. Dezember 1850greg. in St. Petersburg; † 1920 in Petrograd) war ein russischer Maler, Grafiker und Karikaturist, der den Peredwischniki angehörte.

## Leben
Afanassjew war der Sohn eines Hofbeamten. 1872 wurde er Gasthörer an der Kaiserlichen Akademie der Künste (IACh). 1877 erhielt er für eine Zeichnung eine Silbermedaille.
1886 erhielt Afanassjew von der IACh eine Bescheinigung über seine bisherigen Studien, so dass er ab 1887 an der Kunstschule der Kaiserlichen Gesellschaft zur Förderung der Künste lehrte. Ab 1889 stellte er in der Genossenschaft der künstlerischen Wanderausstellungen aus, deren Mitglied er 1918 wurde.
Neben Wiktor Michailowitsch Wasnezow, Michail Wassiljewitsch Nesterow, Andrei Petrowitsch Rjabuschkin, Nikolai Nikolajewitsch Charlamow und anderen Malern war Afanassjew an der künstlerischen Ausschmückung der St. Petersburger Auferstehungskirche beteiligt. 1894–1897 entstanden nach Afanassjews Entwürfen außen in 4 Kokoschniks die Mosaiken des Paulus von Tarsus, der Seraphim, des Apostels Lukas und der Heiligen Jakob Intercisus, Euthymius von Melitene und Eustachius und im Innern unter der Kuppel am Nordwest-Pylon die Mosaiken der Heiligen Moses der Äthiopier und Makarios der Ägypter, der Märtyrer Aberkios und Porphyrios von Ephesos, der Apostel Nikanor und Phlegon von Marathon und der Heiligen Andronicus von Pannonien und Apollos und am Nordost-Pylon die Mosaiken der heiligen Großmärtyrer Barlaam von Chutyn und Alexander am Swir, der Märtyrer Lukian von Antiochia und Agafodor, der Apostel Herodion von Patras und Urban von Makedonien und der Apostel Johannes und Jakobus der Ältere.
Bekannt wurde Afanassjew durch seine Illustrationen zu Pjotr Pawlowitsch Jerschows Meisterwerk „Das bucklige Pferdchen“, die dann auch auf Postkarten veröffentlicht wurden.
1905 nach dem Tod des Maler-Akademikers Konstantin Apollonowitsch Sawizki wurde Afanassjew Direktor der nach dem Gouverneur Nikolai Dmitrijewitsch Seliwjorstow benannten Kunstschule Pensa. 1909 ließ er sich beurlauben und kehrte nach St. Petersburg zurück, um wieder in der Kunstschule der Kaiserlichen Gesellschaft zur Förderung der Künste zu lehren.
Ab 1912 arbeitete Afanassjew mit Oskolki und anderen humoristischen und satirischen Zeitschriften zusammen. Er illustrierte Alexei Konstantinowitsch Tolstois Werke und Alexander Sergejewitsch Puschkins Erzählungen vom Zaren Saltan und vom Fischer und dem Fisch.

## Werke

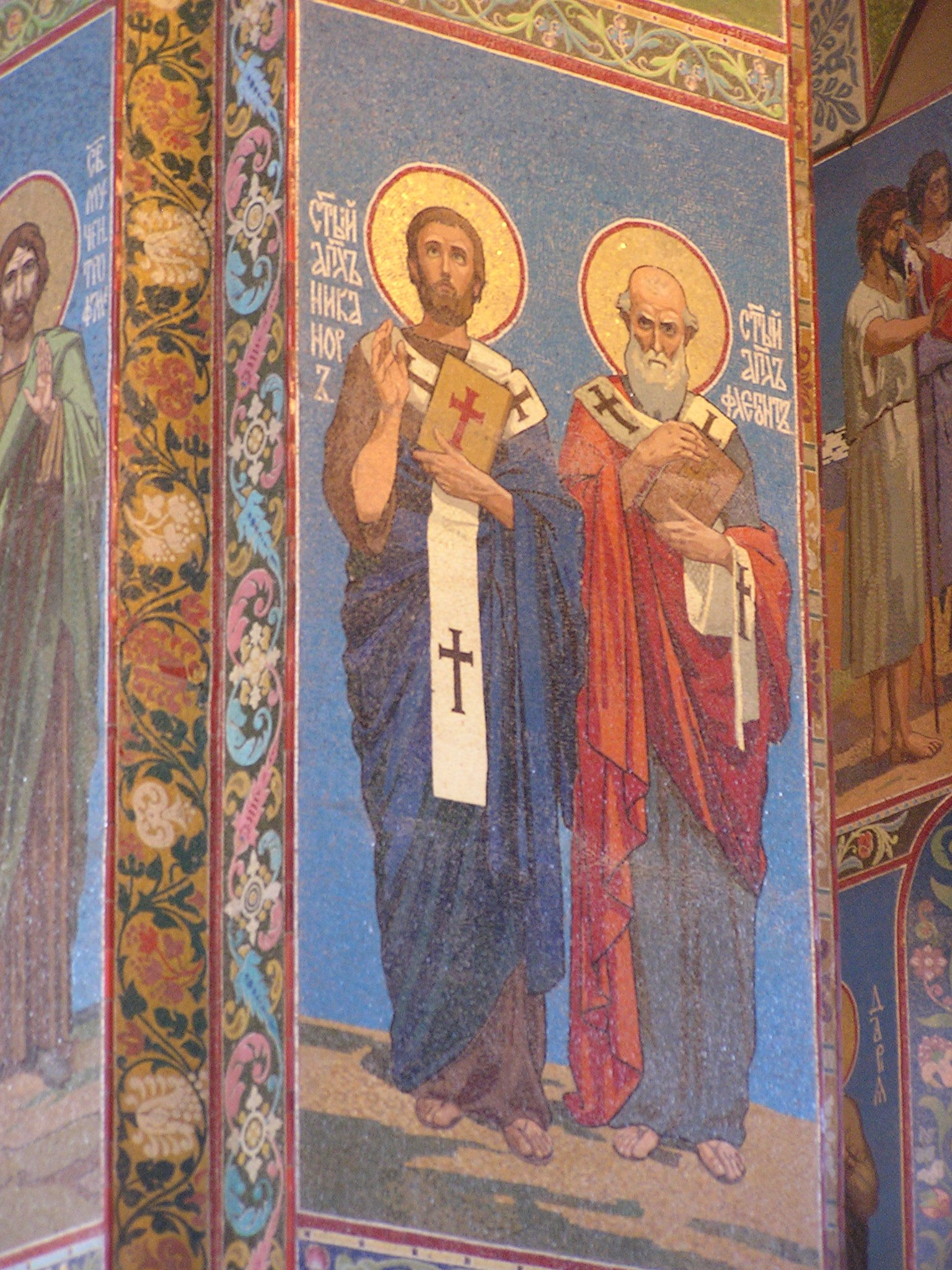
Apostel Nikanor und Phlegon (1894–1897, Auferstehungskirche St. Petersburg)
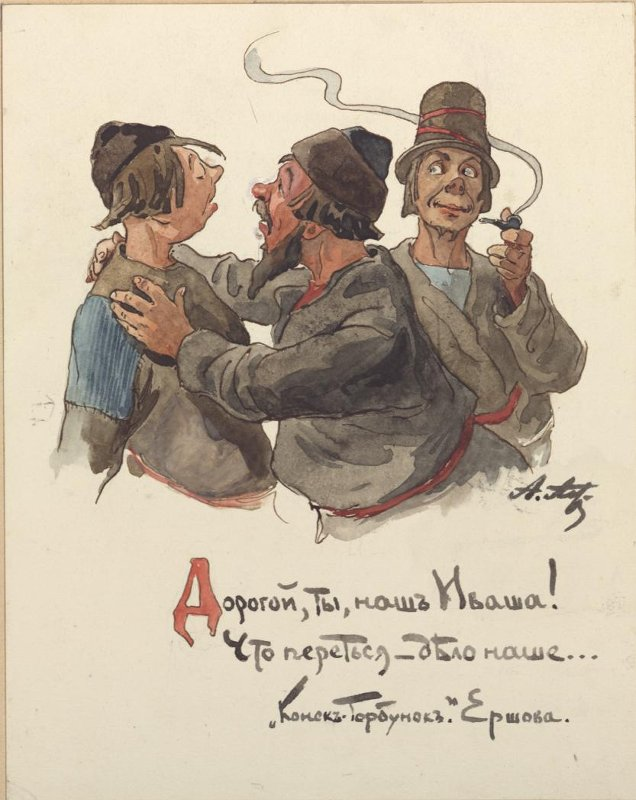
Danil, Gawril und Iwan (1897/1898, „Das bucklige Pferdchen“)
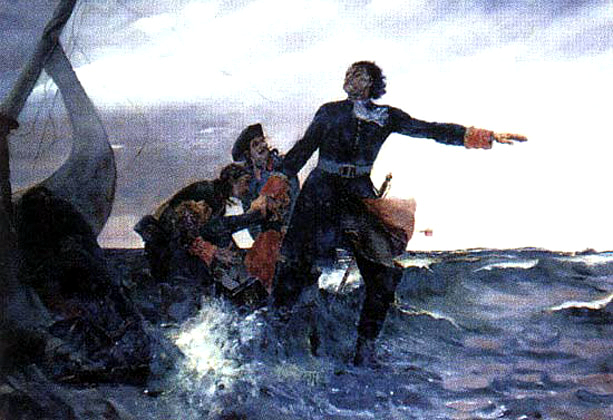
Peter der Große (bei der Rettung von Matrosen am Lachta-See, 1914, Russisches Museum)
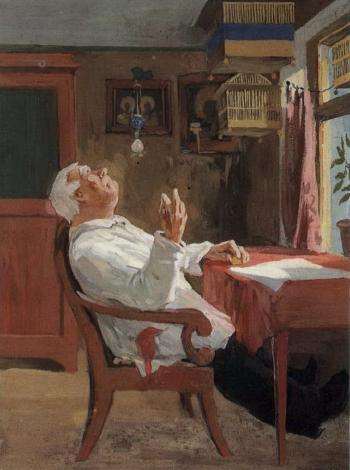
Feiertagsruhe (1915)
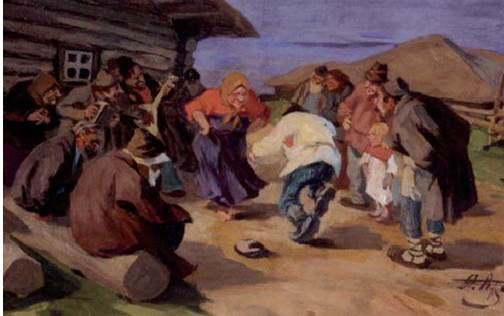
Bauerntanz (vor 1917)
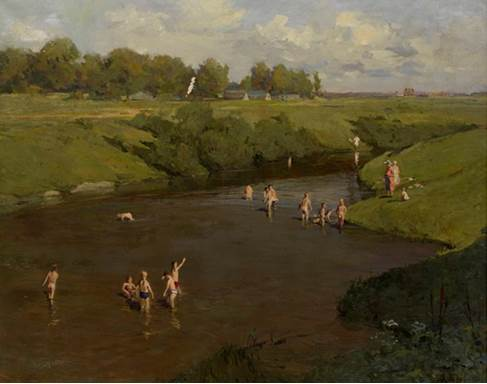
Badende Kinder (vor 1917)
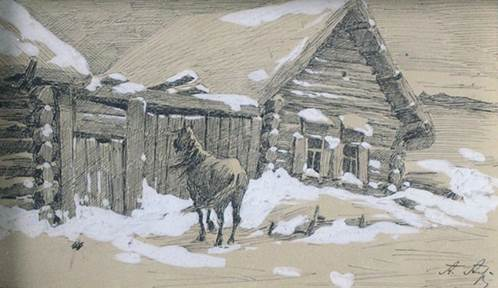
Winter (vor 1920)